# Take Me Home (álbum de Cher)
Take Me Home  —en español:  Llévame a casa— es el décimo quinto álbum de estudio de la cantante estadounidense Cher. Fue lanzado el 25 de enero de 1979 a través de Casablanca Records y marcó una breve incursión en la música disco. Recibió la certificación de oro por la Recording Industry Association of America en mayo del mismo año tras vender 500 mil copias en Estados Unidos.

## Concepción y contenido
Take Me Home fue el primer álbum lanzado por Cher en 1979 y constituyó su primera realización bajo el sello Casablanca Records. Fue producido por Ron Dante y Bob Esty y gran parte de sus canciones fueron compuestas por este último y Michele Aller. Marcó una breve intervención de la cantante en la música disco, muy popular en aquella época. 
Cher fue presionada para grabar el álbum pues no le atraía la idea de hacer música de este género. El sencillo principal, «Take Me Home», representó su primer éxito en cinco años. Llegó al top 10 en Canadá y Estados Unidos y logró vender cerca de 500 mil copias en este último territorio. Compuso parte de la canción «My Song (Too Far Gone)», la cual trata de su matrimonio fallido con Gregg Allman. 
Parte de las ventas del álbum fueron respaldadas por su escandalosa portada, la cual muestra a Cher en un revelador traje de vikingo, por lo que fue muy publicitado durante esa época. También presentó los primeros remixes en la carrera de Cher: «Take Me Home (12" Mix)», «Wasn't it Good (12" Mix)» y «Git Down (Guitar Grupie) (12" Mix)», todos ellos disponibles en el lado B del sencillo «Hell on Wheels». Gene Simmons, novio de la cantante en esa época, fue acreditado en el álbum tras hacer presencia en «Git Down (Guitar Groupie)».
Take Me Home fue lanzado junto con Prisoner  en la recopilación The Casablanca Years (1993) en un CD único. Fue relanzado en 1996 con una portada distinta.

### Promoción
Para promover el álbum, Cher se embarcó en su primera gira como solista: Take Me Home Tour, la cual logró un éxito considerable. Sus conciertos en Monte Carlo y el Caesars Palace de Las Vegas fueron grabados y lanzados posteriormente en formato VHS.
Grabó un video musical para el sencillo Take Me Home, de una de sus 
presentaciones de su espectáculo Cher... and Other Fantasies. También, interpretó dicha canción junto «Love & Pain» y «Happy Was the Day We Met» en el programa The Mike Douglas Show.

## Lista de canciones
| Lado A |                           |                          |          |  |
| N.º    | Título                    | Escritor(es)             | Duración |  |
| 1.     | «Take Me Home»            | Michele Aller y Bob Esty | 6:45     |  |
| 2.     | «Wasn't It Good»          | Michele Aller y Bob Esty | 4:20     |  |
| 3.     | «Say the Word»            | Michele Aller y Bob Esty | 4:59     |  |
| 4.     | «Happy Was the Day We Me» | Peppi Castro             | 4:00     |  |

| Lado B |                                  |                                                   |          |  |
| N.º    | Título                           | Escritor(es)                                      | Duración |  |
| 1.     | «Git Down (Guitar Groupie)»      | Michele Aller y Bob Esty                          | 3:44     |  |
| 2.     | «Love & Pain (Pain in My Heart)» | Richard T. Bear                                   | 3:25     |  |
| 3.     | «Let This Be a Lesson to You»    | Tom Snow                                          | 3:17     |  |
| 4.     | «It's Too Late (To Love Me Now)» | Rory Michael Bourke, Gene Dobbins y Johnny Wilson | 3:39     |  |
| 5.     | «My Song (Too Far Gone)»         | Cher, Brett Hudson y Mark Hudson                  | 3:54     |  |

## Posicionamiento en listas

### Semanales
| Canadá         | Canadian Albums Chart | 24 |
| Estados Unidos | Billboard 200         | 25 |

## Certificaciones
| País           | Organismo certificador | Certificación | Simbolización | Ventas certificadas |
| -------------- | ---------------------- | ------------- | ------------- | ------------------- |
| Estados Unidos | RIAA                   | Oro           | ●             | 500 000             |

## Créditos y personal

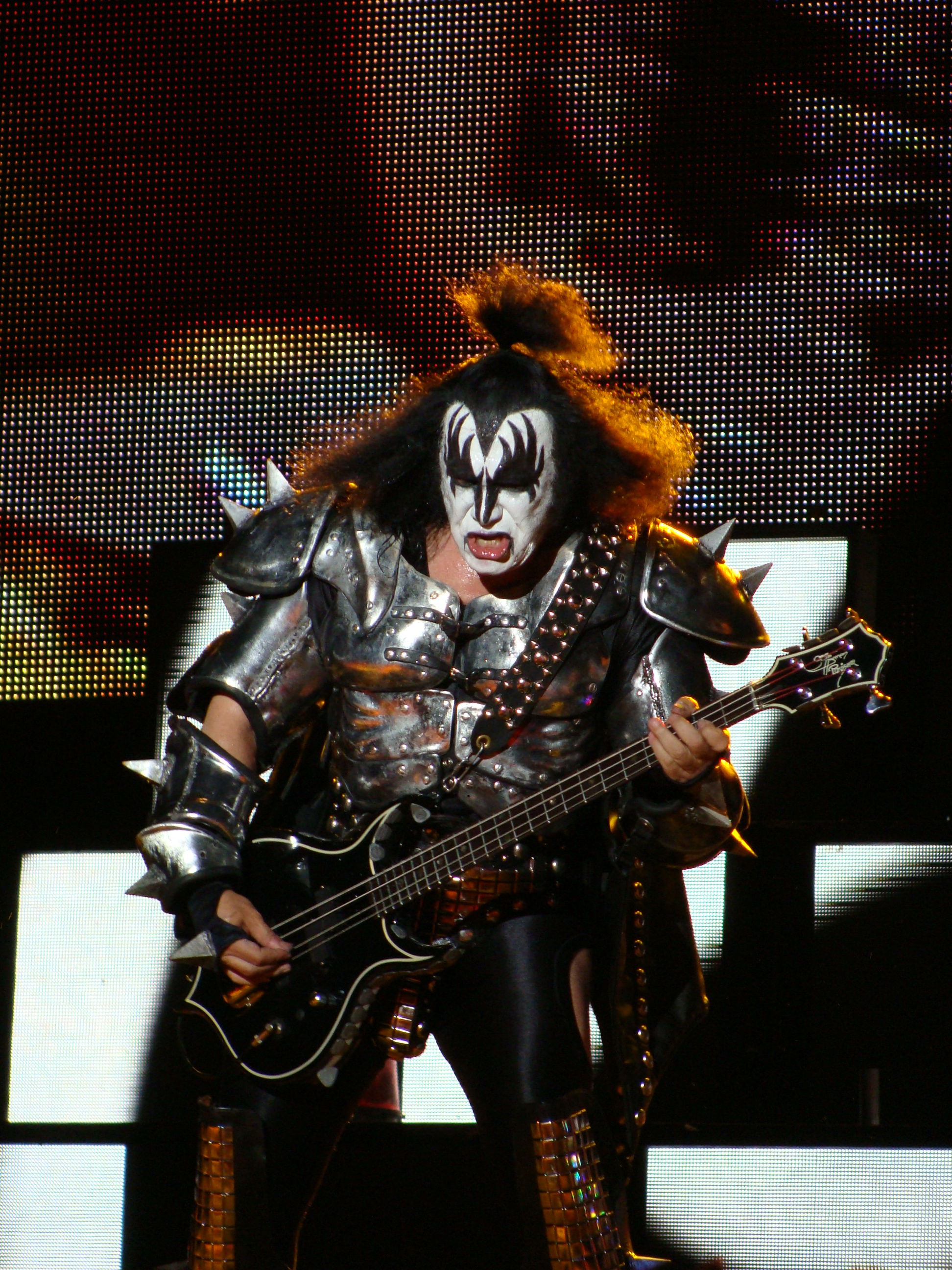
Gene Simmons fue acreditado en el álbum por prestar su voz en «Git Down (Guitar Groupie)».

- Cher – voz principal y composición.
- Michele Aller, Richard T. Bear, Rory Michael Bourke, Peppi Castro, Brett Hudson, Mark Hudson y Tom Snow – composición.
- Gene Simmons – voz secundaria en «Git Down (Guitar Groupie)».
- Jay Graydon – guitarra.
- Bob Esty y Ron Dante – producción.
- Larry Emerine y Richard Bowls – ingeniería de sonido.
- Janice Soled – coordinador.
- Wayne Olsen – producción de compilación.
- Barry Levine – fotografía.

Nota: Créditos adaptados de Allmusic.